# Грасс, Людвиг Иеронимович

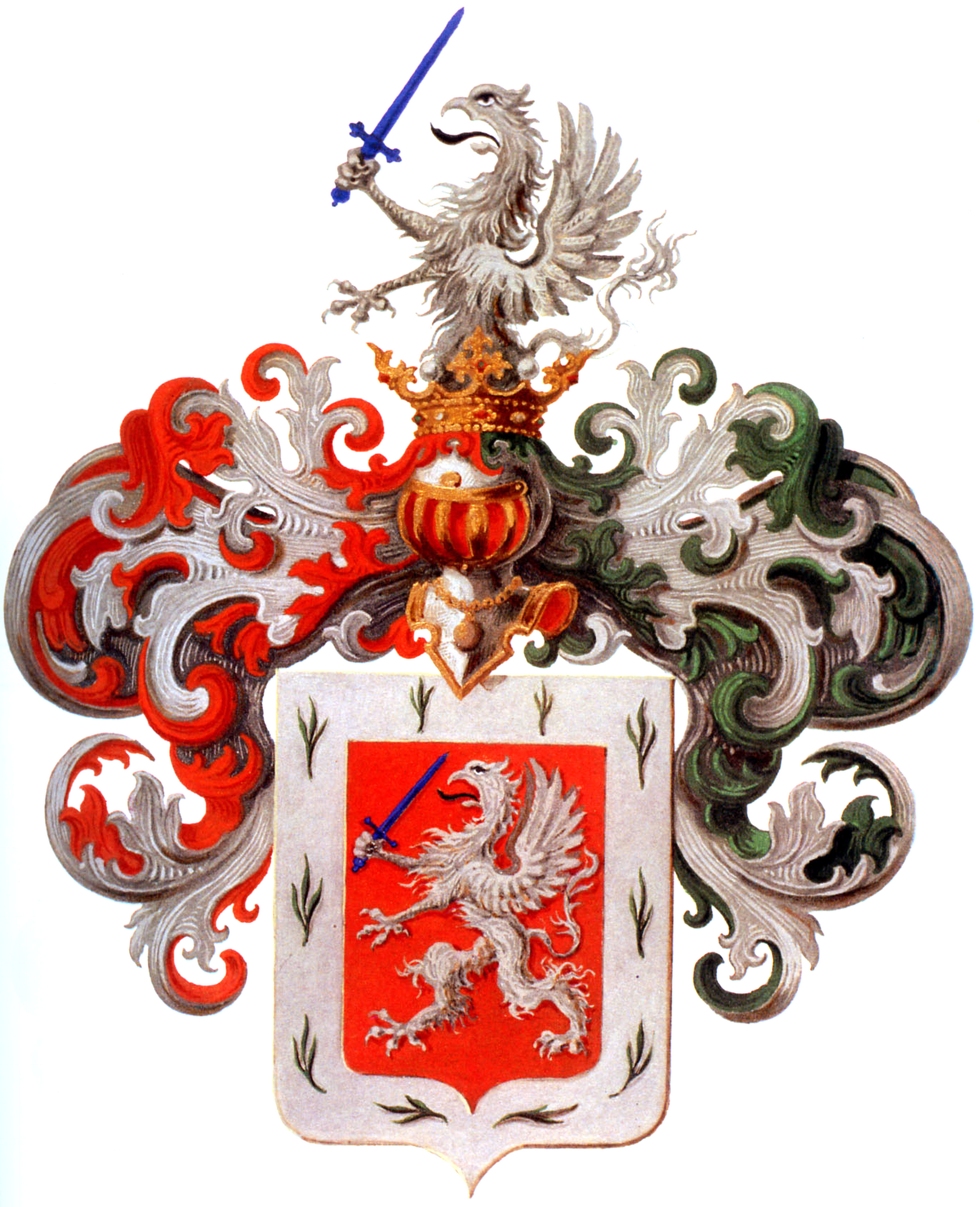
Герб Грасса, утверждённый 20 марта 1869 года.

Людвиг Иеронимович Грасс (1841, Санкт-Петербург — 11 июня 1896, Казань) — русский юрист и экономист, председатель Казанского окружного суда (1875—1894); тайный советник (1896).

## Биография
Родился в Санкт-Петербурге 12 (24) августа 1841 года — сын статского советника Иеронима Грасса, в 1864 году возведённый вместе с ним и братом Иосифом в потомственное дворянство (по случаю пожалования отцу ордена Св. Владимира 4-й степени).
По окончании юридического факультета Санкт-Петербургского университета 12 марта 1863 года поступил на службу в министерство юстиции. До 1866 года работал в Петербургской палате помощником судебного следователя, 7 мая 1866 года — судебным следователем окружного суда. В 1869 году был переведён прокурором окружного суда в Таганрог (по другим сведениям — в Симферополь), а оттуда 16 июля 1870 года — в Тулу. С 4 мая 1872 года был назначен товарищем прокурора Санкт-Петербургской судебной палаты. С 1875 по 1894 годах — председатель Казанского окружного суда; с марта 1877 года — коллежский советник. С 10 июня 1894 года — председатель Департамента Казанской судебной палаты. Также он был председателем Юридического общества при Казанском университете.
Опубликовал немало статей по юридическим вопросам, в числе которых: брошюра «Психопатическая конституция как самостоятельный повод невменения» (Казань : тип. и литогр. А. А. Родионова, 1886. — 23 с). Убеждённый сторонник страхования сельскохозяйственных посевов от неурожая, изложил свои взгляды в капитальном труде «Страхование сельскохозяйственных посевов от неурожая» (Казань : тип. Имп. ун-та, 1892. — 202 с. разд. паг., 112 л. табл., карт.), снабжённом обильными статистическими данными.
Скончался 11 (23) июня 1896 года в Казани.
В 1873 году женился на Ольге Андреевне Донауровой; у них было пятеро детей — два сына и три дочери.